# پیکلوکسیدین
پیکلوکسیدین (به انگلیسی: Picloxydine) با فرمول شیمیایی C۲۰H۲۴Cl۲N۱۰ یک ترکیب شیمیایی با شناسه پاب‌کم ۷۱۶۶۳ است. که جرم مولی آن ۴۷۵٫۳۷۷۵۶ g/mol می‌باشد. 